# Шаля (приток Сылвы)
Ша́ля (от манс. шаля — тёмная, чёрная, мутная) — река в России, протекает в Свердловской области.

## География
Устье реки находится в 463 км по левому берегу реки Сылва. Длина реки составляет 15 км. Протекает через посёлок городского типа Шаля.

## Данные водного реестра
По данным государственного водного реестра России относится к Камскому бассейновому округу, водохозяйственный участок реки — Сылва от истока и до устья, речной подбассейн реки — Кама до Куйбышевского водохранилища (без бассейнов рек Белой и Вятки). Речной бассейн реки — Кама.
Код объекта в государственном водном реестре — 10010100812111100012241.